# 扎里亚

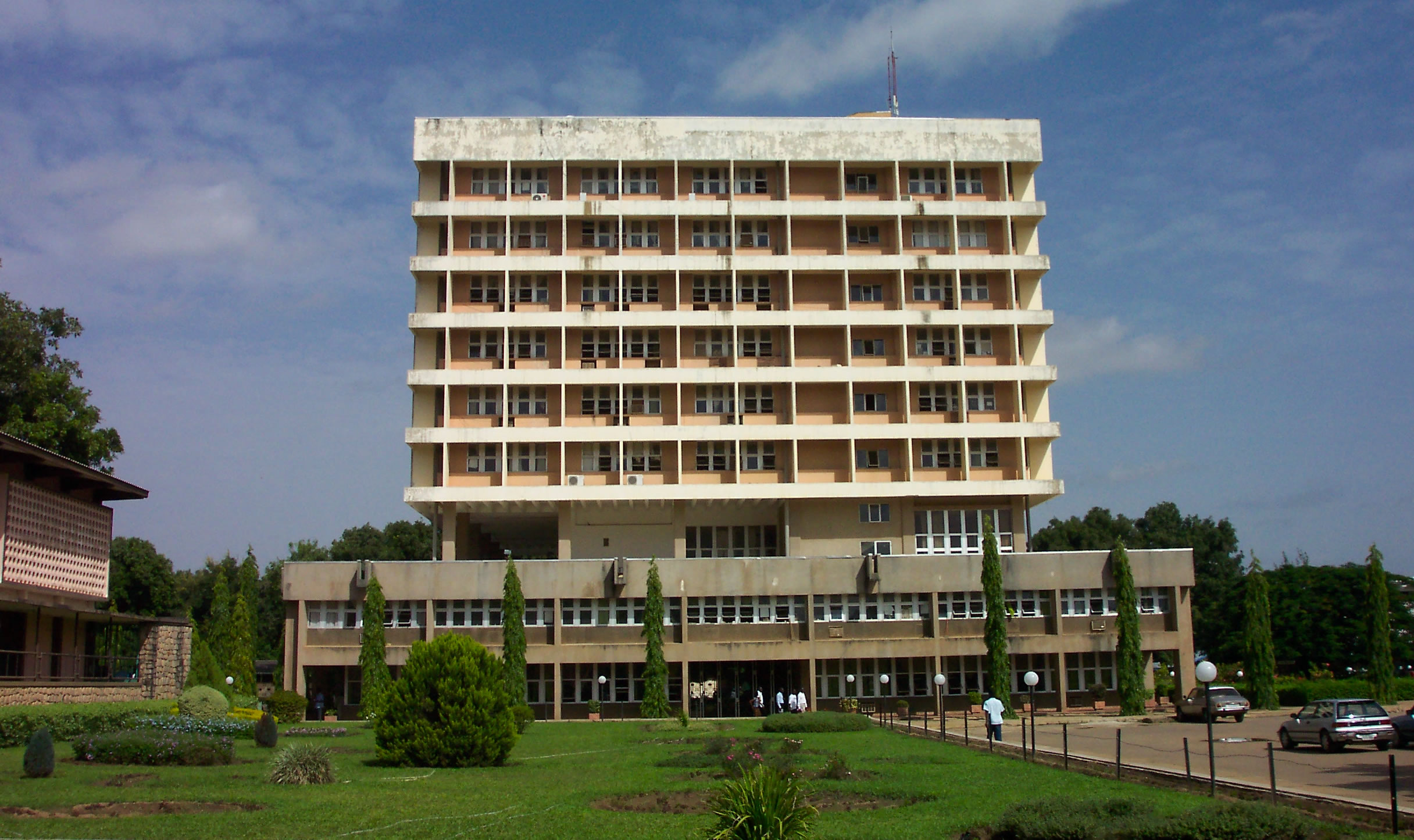
仅次于开罗大学的非洲第二大学，位于扎里亚的艾哈迈德·贝洛大学

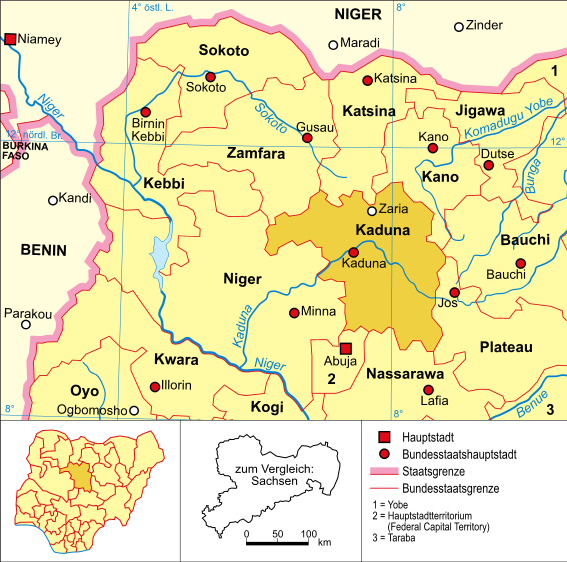
扎里亚和卡杜纳州位置图

扎里亚（英語：Zaria）是尼日利亚北方卡杜纳州的一座城市，人口1,018,827人（2007年）。
扎里亚原名扎造，是古代豪萨人扎造王国的都城。，大约在1490年代，伊斯兰教开始传入扎里亚，商业也开始繁荣起来，到处都是骆驼拉的大车，用盐交换奴隶和粮食是主要贸易，在15世纪和16世纪期间，扎造王国成为桑海帝国的附属，1805年这里被富拉尼人占领，1901年，成为英国的殖民地，直到尼日利亚独立。
扎里亚的经济主要以农业为主，种植高粱和小米，此外的作物有棉花、花生和烟草。